# Julia Küng

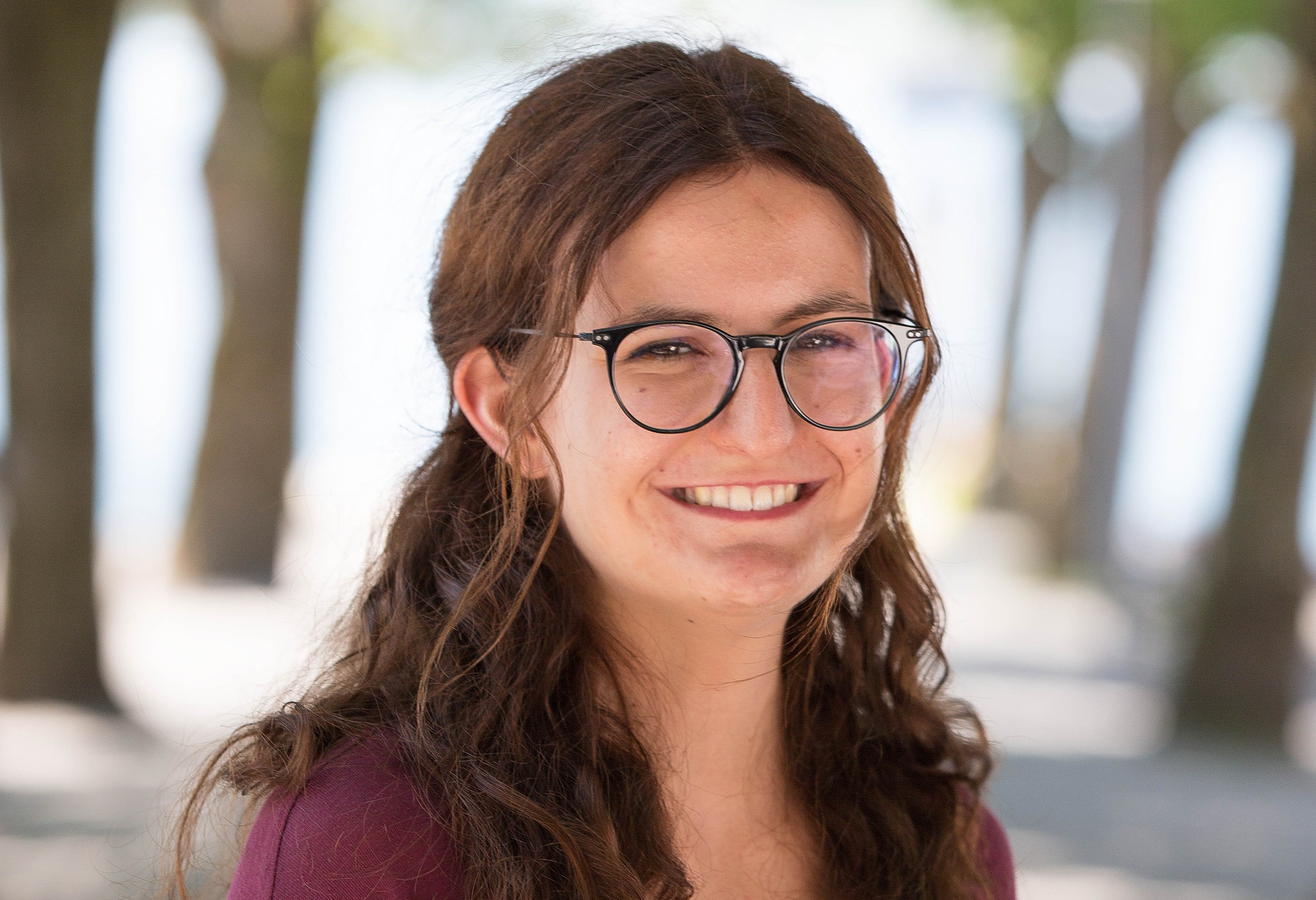
Julia Küng (2019)

Julia Küng (* 2001) ist eine Schweizer Politikerin (Junge Grüne). Sie war von 2020 bis 2023 Co-Präsidentin der Jungen Grünen Schweiz.

## Politik
2018 trat Küng mit 17 Jahren den Jungen Alternativen in Zug bei. Die Junge Alternative ist die Kantonalsektion der Jungen Grünen in Zug. 2019 war sie als Mitbegründerin und Organisatorin der Zuger Klimastreik-Bewegung tätig. Im selben Jahr engagierte sie sich im Zuger Frauenstreik-OK für den schweizweiten Frauenstreik vom 14. Juni 2019. Am 18. Januar 2020 wurde sie an der Mitgliederversammlung in Aarau gemeinsam mit Oleg Gafner ins Co-Präsidium der Jungen Grünen Schweiz gewählt. Küng und Gafner traten die Nachfolge von Maja Haus, Luzian Franzini und Kevin Morisod an.

## Biografie
Küng ist in Zug aufgewachsen und absolvierte die Kantonsschule Zug mit Schwerpunktfach Spanisch und Ergänzungsfach Philosophie. 2019 schloss sie die Kantonsschule mit der Matura ab. Im selben Jahr begann sie mit einem halbjährigen Praktikum beim Aargauer Lokalradio Kanal K. Seit April 2020 arbeitet sie als Campaignerin bei der Konzernverantwortungs-Initiative.